# Берестянська сільська рада (Ківерцівський район)
Берестянська сільська рада — колишня адміністративно-територіальна одиниця та орган місцевого самоврядування у Ківерцівському районі Волинської області з адміністративним центром у с. Берестяне.
Припинила існування 15 листопада 2017 року через включення до складу Цуманської селищної громади Волинської області. Натомість утворено Берестянський старостинський округ при Цуманській селищній громаді.

## Населені пункти
Сільській раді підпорядковувались населені пункти:
- с. Берестяне

## Населення
Згідно з переписом УРСР 1989 року чисельність наявного населення сільської ради становила 1067 осіб, з яких 532 чоловіки та 535 жінок.
За переписом населення України 2001 року в сільській раді мешкало 1005 осіб.

### Мова
Розподіл населення за рідною мовою за даними перепису 2001 року:
| Мова       | Відсоток |
| ---------- | -------- |
| українська | 99,61 %  |
| російська  | 0,39 %   |

## Склад ради
Рада складалась з 12 депутатів та голови.

## Керівний склад сільської ради
| ПІБ                          | Основні відомості                                                 | Дата обрання | Дата звільнення |
| ---------------------------- | ----------------------------------------------------------------- | ------------ | --------------- |
| Папежук Надія Федорівна      | Сільський голова, 1953 року народження, освіта, позапартійна      | 26.03.2006   | 31.10.2010      |
| Піддубний Олександр Маркович | Сільський голова, 1960 року народження, освіта вища, безпартійний | 31.10.2010   |                 |

Примітка: таблиця складена за даними джерела